# Província eclesiástica
A província eclesiástica é um conjunto de dioceses próximas territorialmente, que tem como sede a Arquidiocese Metropolitana jurisdicional, com o objetivo de promover uma ação comum por parte de dioceses vizinhas e favorecer eficazmente a mútua relação entre os bispos.
Pode também ser definida como um agrupamento de várias Igrejas particulares (dioceses ou equivalentes), chamadas sufragâneas, sob a égide duma principal (a metrópole), tendo à frente um arcebispo metropolitano ou metropolita.
Na Igreja Católica de rito latino, a província eclesiástica é regida pelos cânones 431-446 do Código de Direito Canônico.
Nas Igrejas Ortodoxas de rito bizantino desenvolveu-se uma evolução na antiga prática de dividir a Igreja em províncias eclesiásticas. As Igrejas históricas, como os antigos patriarcados de Constantinopla, Antioquia, Jerusalém e Alexandria, foram divididas em províncias eclesiásticas (às vezes chamadas eparquias), conforme documentado pelos atos dos antigos concílios ecumênicos e as Notitiae Episcopatuum dos patriarcados de Constantinopla e Antioquia, os únicos que chegaram até os nossos dias.
Na Igreja Anglicana, as Igrejas nacionais são geralmente consideradas províncias, independentemente de haver arquidioceses. A Igreja da Inglaterra, em continuidade com a tradição que precedeu o cisma anglicano, divide a região em duas províncias sob os arcebispos da Cantuária e Iorque, e usa o termo bispo sufragâneo não para os bispos das dioceses nas províncias, mas para os bispos auxiliares de cada diocese.